# Toru Kawashima
Toru Kawashima (川島 透 Kawashima Toru?,  Osaka, 4 de junio de 1970-19 de enero de 2024) fue un futbolista japonés. Jugaba de guardameta y su último club fue el Otsuka Pharmaceutical de Japón.

## Trayectoria

### Clubes
| Club                  | País  | Año         |
| --------------------- | ----- | ----------- |
| Gamba Osaka           | Japón | 1991 - 1995 |
| Otsuka Pharmaceutical | Japón | 1996 - 1998 |